# I Am Love
Ich bin die Liebe – I Am Love (Originaltitel: Io sono l'amore) ist ein italienischer Film von Luca Guadagnino aus dem Jahr 2009 mit Tilda Swinton in der Hauptrolle. Guadagnino und Swinton haben gemeinsam über einen Zeitraum von sieben Jahren an dem Film gearbeitet. Er feierte seine Premiere 2009 auf den 66. Internationalen Filmfestspielen in Venedig. In Deutschland lief er am 28. Oktober 2010 an.

## Inhalt
Der Film beginnt mit den Vorbereitungen zum Geburtstagsessen von Edoardo Recchi Sr. Dieser ist der Chef einer renommierten Mailänder Textilfirma; die Recchis gehören zur italienischen Upperclass. Entsprechend üppig und mit Kostbarkeiten ist die Villa mit Antiquitäten, Kunstgegenständen und Bildern ausgestattet, in der Küche z. B. hängt ein Morandi. Die Familie verfügt außerdem über einen großen Stab an Dienstpersonal.
Anwesend sind alle Mitglieder der Familie, die Ehefrau, der Sohn Tancredi, der mit der schönen Russin Emma verheiratet ist, Edoardos Enkel sowie enge Freunde der Familie. Emma ist eine makellose Ehefrau, perfekte Gastgeberin und liebevolle Mutter, die das Vertrauen ihrer Kinder genießt. Ihre russische Herkunft ist fast vergessen, ihr Italienisch ist perfekt, nur ein leichter russischer Akzent erinnert an ihre Herkunft.
Der Abend beginnt mit kleinen Enttäuschungen für den Patriarchen: Enkel Edoardo Jr. ist in einem Ruderrennen nur Zweiter geworden – die Recchis gewinnen immer! – und seine Enkelin Elisabetta, die in London Kunst studiert, hat dieses Mal keine neue Zeichnung, sondern „nur“ eine Fotografie mitgebracht.
Um Edoardo Jr. wegen seiner Niederlage zu trösten, bringt Antonio, gegen den Edoardo das Rennen verloren hatte und der von Beruf Koch ist, eine Torte vorbei. Antonio und Emma begegnen sich, als Edoardo die beiden einander vorstellt.
An diesem Abend tritt Edoardo Recchi Sr. als Leiter der Firma zurück und legt die Verantwortung zu gleichen Teilen in die Hände von Tancredi und Edoardo Jr. In einer Rede entwirft er die Vision, dass die Firma Recchi auf ewig und in seinem Sinne weiterbestehen wird.
Antonio arbeitet im Nobelrestaurant seines Vaters. Mit Edoardo schmiedet er den Plan, gemeinsam im Hinterland von Ligurien ein Restaurant zu eröffnen. Emma findet heraus, dass sich ihre Tochter in London in eine Frau verliebt hat. Sie reagiert liebevoll und einfühlsam auf die Gefühle ihrer Tochter und unterstützt sie.
Bei einem Streifzug durch Sanremo sieht Emma zufällig Antonio und folgt ihm unbemerkt. Um nicht entdeckt zu werden, tritt sie in eine Buchhandlung, blättert in einem Kunstkatalog, den sie in ihrer Verwirrung ob Antonios Anwesenheit ohne zu bezahlen mitnimmt, als sie die Buchhandlung verlässt. In diesem Moment läuft ihr Antonio in den Weg. Er lädt sie ein, mit ihr auf den väterlichen Hof zu fahren, wo er das Gemüse für das Restaurant anbaut. Nach anfänglicher Zurückhaltung kommen die beiden sich näher und lieben sich leidenschaftlich. Emma fühlt sich in diesem Landhaus an ihre Kindheit erinnert. Sie erzählt ihrem Geliebten von ihren russischen Wurzeln und wie sie Tancredi als junge Frau in Moskau kennengelernt hat. Außerdem weiht sie ihn in ein altes russisches Familienrezept ein, eine Fischsuppe, die gleichzeitig das Lieblingsessen Edoardos ist. Beide kehren nach Hause zurück, er ins Restaurant, sie in die kühle Welt ihrer Villa.
In der Firma, die mittlerweile von Tancredi und seinen Söhnen geführt wird, stehen Veränderungen und Rationalisierungsmaßnahmen an. Bei einer Geschäftsreise nach London kommt es zu Differenzen zwischen Tancredi, der die Firma an einen Global Player gewinnbringend veräußern will, und Edoardo, der den Betrieb im Sinne des Großvaters als traditionsreiches Familienunternehmen weiterführen möchte. Tancredi setzt sich durch. Bei einem festlichen Abendessen, im Rahmen dessen die Transaktion vollzogen werden soll, kommt Edoardo hinter die Affäre zwischen seiner Mutter und seinem Freund Antonio: Dieser zeichnet für die Bewirtung des Abends verantwortlich und bietet zur Vorspeise besagte russische Fischsuppe an. Am Swimmingpool des Hauses kommt es zu einer heftigen Auseinandersetzung zwischen Mutter und Sohn, bei der Edoardo unglücklich stürzt, bewusstlos wird und nach Tagen im Koma stirbt.
Nach der Beerdigung erklärt Emma ihrem Mann, dass sie Antonio liebt. Tancredi weist sie aus seinem Haus, das sie noch am gleichen Tag zu verlassen hat. Emma reißt sich die teure Kleidung vom Leib zugunsten eines sportlichen und legeren Aussehens und verlässt die trauernde und überraschte Familie. Nur Tochter Elisabetta, ohnehin der Sonderling in dieser wohlhabenden Familie, scheint deren emotionale Reaktion zu verstehen und ihre Mutter gar zu ermutigen.
Während des Abspanns sieht man in einer Höhle im Gebirge das eng umschlungene Paar Emma/Antonio, das sich aneinander klammert.

## Musik
Die Musik des Films stammt von John Adams und gibt dem Film von Anfang an, wie der Musikkritiker der BBC es formuliert, einen pulsierenden Rhythmus vor. Adams hat für den Film keine neue Musik geschrieben; Guardagnino wählte stattdessen neun Stücke aus sieben verschiedenen Werken des amerikanischen Komponisten aus der Zeit von 1978 bis 1996 aus. Guadagnino behauptet, dass er bei der Konzeption des Films von Anfang an die Musik Adams’ im Kopf gehabt habe, die als „entscheidender emotionaler Anker“ (crucial emotional anchor) fungiere.
Trackliste
1. Century Rolls: I. First Movement (excerpt)
2. Lollapalooza
3. Shaker Loops: III. Loops and Verses
4. Shaker Loops: IV. A Final Shaking
5. The Death of Klinghoffer: Desert Chorus
6. Fearful Symmetries (excerpt)
7. Harmonielehre: Part II. The Anfortas Wound
8. Harmonielehre: Part III. Meister Eckhardt and Quackie
9. The Chairman Dances (Foxtrot for Orchestra)[4]

## Auszeichnungen
Hauptdarstellerin Tilda Swinton wurde 2010 von der Sindacato Nazionale Giornalisti Cinematografici Italiani mit einem europäischen Nastro d’Argento geehrt. I Am Love wurde 2011 für den Golden Globe Award als Bester fremdsprachiger Film nominiert, hatte aber gegenüber dem dänischen Beitrag In einer besseren Welt das Nachsehen. Bei der Oscarverleihung 2011 folgte eine Nominierung für die Kostümbildnerin Antonella Cannarozzi.

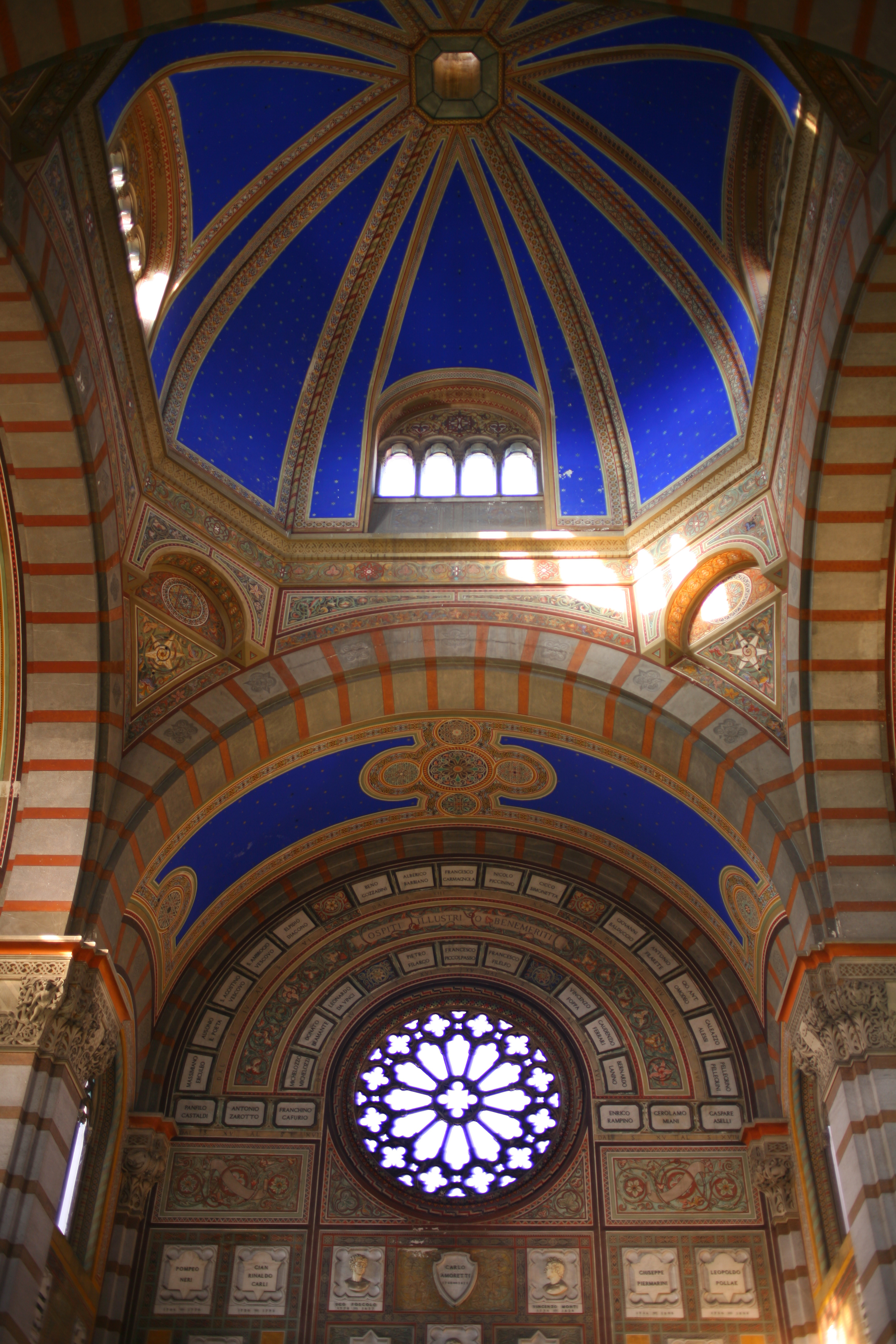
Eingangshalle des Mailänder Friedhofs (Famedio)

## Produktion
Drehorte waren London, Dolceacqua und Sanremo in Ligurien, die Villa Necchi Campiglio in Mailand und das Dach des Mailänder Doms. Die Begräbnisszene wurde auf dem Cimitero Monumentale di Milano aufgenommen. Die dramatische Abschiedsszene zwischen Emma und Tancredi Recchi wurde in der monumentalen Eingangshalle des Friedhofs aufgenommen.

## Trivia
Die Gerichte im Film hat der Mailänder Sternekoch Carlo Cracco zubereitet, bei dem Edoardo Gabbriellini, der Koch im Film, mehrere Stunden Unterricht genommen hat. Cracco und seine Crew waren immer am Set anwesend, wenn Szenen, in denen Speisen zubereitet und serviert werden, vorbereitet und gedreht wurden.
Die Kleider von Tilda Swinton wurden von dem Jil-Sander-Designer Raf Simons entworfen.

## Kritik
Einige Kritiker ziehen Parallelen zu Viscontis Der Leopard – in beiden Filmen gibt es einen designierten Nachfolger für den Patriarchen der Familie mit Namen Tancredi, auf Rocco und seine Brüder, sowie auf Filme Alfred Hitchcocks.
Wenke Husmann von der Zeit nennt den Film „makellos“.
Sieben Jahre lang habe die Schauspielerin mit dem Regisseur an dem Film gearbeitet. Das Ergebnis sei ein makelloser Film über die Liebe als Akt ganz im Stil eines Visconti-Werks. „Jede Szene, jedes Detail ist von großer inszenatorischer Schönheit, der dem materiellen Luxus entspricht und den unendlichen Narzissmus entlarvt, der die Reichen nährt. Die äußere Makellosigkeit dieser gesellschaftlichen Schicht ist so vollkommen, dass die Verwerfungen, die das innere Drama der Hauptfiguren hervorruft, so auffallen wie ein falscher Pli im Tischtuch: kaum wahrnehmbar, aber absolut irritierend.“
Die Times nennt den Film ein „exquisites Fest sinnlicher Freuden, das ziemlich sicher das eleganteste Stück Kino ist, das Sie in diesem Jahr sehen werden“.
Matt Bud bezeichnet in der Huffington Post I Am Love als seinen „favorite film des Jahres“ bzw. der letzten Jahre. Die Schauspieler, die Sets, die Kostüme – alle fantastisch! Aber wahrhaft umwerfend sei die Musik des Films, die, obwohl sie nicht für den Film komponiert worden sei, großartig passe. I Am Love sei ein fantastisches Kunstwerk. Die Art wie der Film das Leben der Familie und der Protagonisten verfolge – vom Winter in Mailand bis zu einem regnerischen Herbst, wieder in Mailand – sei außerordentlich und wirklich wundervoll.